# Streetball
Streetball, streetbasket eller streetbasketball er en gadeversion af sportsgrenen basketball, som kan spilles på legepladser mv. Mange gange spiller man kun til en kurv, men ellers ligner streetball almindelig basketball. Det er også mere frit, hvor mange, der spiller på hvert hold, det kan være en-mod-en, to-mod-to osv. op til de normale fem-mod-fem.

## Streetbasket i Danmark
Der findes streetbasketbaner overalt i Danmark; i skolegårde, på legepladser og på offentlige pladser. I Danmark blev streetbasket-kulturen indført omkring 1980 af de amerikanske basketballspillere i Danmark, som mødtes på asfaltbanen i Fælledparken lige ud for Idrætsparken, som den hed dengang.
Der afvikles flere turneringer i Danmark, hvoraf gadeidræts-organisationen GAM3 afholder det officielle DM i streetbasket i samarbejde Danmarks Basketball-Forbund og det internationale basketballforbund FIBA.